# Wybory parlamentarne w Kosowie w 2001 roku
Wybory parlamentarne w Kosowie w 2001 roku do Zgromadzenia Kosowa odbyły się 17 listopada i były to pierwsze wybory parlamentarne w Kosowie. Organizacją i administrowaniem wyborów zajęła się Organizacja Bezpieczeństwa i Współpracy w Europie (OBWE). W pierwszych wyborach zwyciężyła konserwatywna Demokratyczna Liga Kosowa, która zdobyła 47 mandatów w Zgromadzeniu.

## Wyniki
| Partie i koalicje polityczne                                                       | Liczba głosów | % głosów | Liczba mandatów | Mandaty mniejszości narodowych |
| ---------------------------------------------------------------------------------- | ------------- | -------- | --------------- | ------------------------------ |
| Demokratyczna Liga Kosowa (Lidhja Demokratike e Kosovës; LDK)                      | 359 851       | 45.65    | 47              | -                              |
| Demokratyczna Partia Kosowa (Partia Demokratike e Kosovës; PDK)                    | 202 622       | 25.70    | 26              | -                              |
| Koalicja "Powrót" (Koalicija "Povratak")                                           | 89 388        | 11.34    | 12              | +10                            |
| Sojusz dla Przyszłości Kosowa (Aleanca për Ardhmërinë e Kosovës; AAK)              | 61 688        | 7.83     | 8               | -                              |
| Koalicja Vakat (Koalicija Vakat)                                                   | 9030          | 1.15     | 2               | +2                             |
| Narodowy Ruch dla Wyzwolenia Kosowa                                                | 8725          | 1.11     | 1               | -                              |
| Turecka Demokratyczna Partia Kosowa (Kosova Demokratik Türk Partisi; KDTP)         | 7879          | 1.00     | 1               | +2                             |
| Albańska Demokratyczna Partia Kosowa                                               | 7701          | 0.98     | 1               | -                              |
| Partia Sprawiedliwości (Partia e Drejtësisë; PD)                                   | 4504          | 0.57     | 1               | -                              |
| Ludowy Ruch Kosowa                                                                 | 4404          | 0.56     | 1               | -                              |
| Nowa Demokratyczna Inicjatywa Kosowa (Iniciativa e re Demokrarike e Kosovës; IRDK) | 3976          | 0.50     | 0               | +2                             |
| Demokratyczna Partia Aszkali Kosowa (PDAK)                                         | 3411          | 0.43     | 0               | +2                             |
| Partia Akcji Demokratycznej (Stranka Demokratske Akcije; SDA)                      | 2906          | 0.37     | 0               | +1                             |
| Zjednoczona Partia Romów Kosowa (Partia Rome e Bashkuar e Kosovës; PRBK)           | 2717          | 0.34     | 0               | +1                             |
| Łącznie                                                                            | Łącznie       | 100.0    | 100             | +20                            |